# كالفين ك. جونسون
كالفين ك. جونسون (بالإنجليزية: Calvin C. Johnson)‏ هو سياسي أمريكي، ولد في 1929. حزبياً، نشط في الحزب الديمقراطي.